# 泰特区
泰特区（匈牙利語：Téti járás），是匈牙利杰尔-莫松-肖普朗州的一个区，总面积272.62平方公里，总人口14,414人（2011年），人口密度52人/平方公里。中心城市为泰特。

## 市镇
泰特区包含一个城镇和13个村庄。